# Organización territorial del virreinato del Perú

Máxima extensión del virreinato del Perú
Territorio controlado por el virreinato hacia 1798
Territorio reclamado nominalmente por el virreinato, sin control efectivo
Territorio perteneciente al virreinato desde 1542 hasta 1776 con el límite del Tratado de Tordesillas

El virreinato del Perú fue una entidad político-territorial establecida por la Corona de España en Hispanoamérica en 1542 y que finalizó en 1824. Para su creación se tomó como base las gobernaciones de Nueva Castilla y de Nueva Toledo.
Desde su origen en el siglo XVI y hasta el momento de su mayor extensión a comienzos del siglo XVIII, el virreinato del Perú llegó geográficamente a abarcar un inmenso territorio que se extendió desde el istmo de Panamá hasta el extremo sur de Sudamérica bordeando toda la costa del océano Pacífico hasta su encuentro con el océano Atlántico, y, desde allí limitando con sus costas hasta el trópico de Capricornio. Su área geográfica formal superó holgadamente los límites del Imperio incaico, pero a lo largo del siglo XVIII y hasta su pérdida por el poder español, apenas comprendía poco más de lo que hoy en día es el Perú.
El área asignada por las leyes españolas al virreinato abarcó los territorios de las actuales repúblicas de: Perú, Bolivia, Chile, Argentina, Paraguay, Uruguay, Colombia, Ecuador y Panamá, además de regiones del oeste y sur de Brasil y sur de Venezuela. Gran parte de este territorio (Patagonia, Amazonia, Gran Chaco), sin embargo, nunca fueron controladas de forma efectiva por los españoles y permaneció en poder de pueblos indígenas o fueron áreas desérticas. La capital del virreinato fue la ciudad de Lima.

## Modificaciones territorial
El 20 de noviembre de 1542 el rey Carlos I firmó en Barcelona por real cédula las llamadas Leyes Nuevas, un conjunto legislativo para las Indias entre las cuales dispuso la creación del virreinato del Perú en reemplazo de las antiguas gobernaciones de Nueva Castilla y Nueva Toledo, al tiempo que extinguió la Real Audiencia de Panamá y creó en parte de jurisdicción la Real Audiencia de Lima en la Ciudad de los Reyes o Lima, capital del nuevo virreinato.
En la real cédula del 2 de mayo de 1550, el rey estableció: Ordenamos, que la Provincia de Tierra Firme, llamada Castilla del Oro, sea de las Provincias del Perú, y no de las de Nueva España. El 15 de mayo de 1565 fue restablecida la Real Audiencia de Panamá, por real provisión de 1563, y se le señaló una jurisdicción en el litoral del Pacífico que abarcaba desde la bahía de Buenaventura en Sudamérica hasta el golfo de Fonseca en Nicaragua, y por la costa caribeña desde el río Ulúa de la provincia de Comayagua u Honduras hasta el río Atrato por el oriente. El área quedó como una presidencia-gobernación autónoma, llamada de Tierra Firme, y separada del virreinato del Perú. Por una real cédula del 19 de julio de 1614, Felipe III ordenó Que el Presidente de Panamá obedezca al Virrey del Perú, y tenga con él ordinaria comunicación, y le esté subordinado en gobierno, guerra y hacienda. Tierra Firme quedó así integrada al virreinato peruano nuevamente, aunque su jurisdicción había quedado reducida en 1570 al istmo de Panamá y alrededores, como ser la provincia de Veraguas en el oeste y la región de Darién en el este.
En el siglo XVI y a principios del siglo XVII fueron realizadas tres expediciones desde el Perú en busca de la Terra Australis que partieron desde el puerto de Callao y realizaron el descubrimiento de las islas Salomón, Vanuatu (Nuevas Hébridas) y otros archipiélagos, sin poder lograr su colonización. En 1606 Pedro Fernández de Quirós tomó posesión de todas las tierras del sur hasta el polo sur. Quirós desembarcó en una isla que creyó era parte del continente meridional y la llamó la Austrialia del Espíritu Santo (mezclando las palabras Austral y Austria, dinastía reinante en España y Portugal). La isla todavía se llama Espíritu Santo. Allí fundó una colonia que llamó Nueva Jerusalén. Pero la colonia fue pronto abandonada debido a la hostilidad de los habitantes de la isla y a los desacuerdos entre los componentes de la expedición. El fracaso de estas expediciones impidió que el virreinato del Perú se extendiera en Oceanía.
La gobernación del Río de la Plata y del Paraguay fue incorporada al virreinato del Perú por el rey el 1 de octubre de 1566 a la vez que al distrito de la Real Audiencia de Charcas.
En la Relacion de las cosas del Perú escrita por Fernando Torres y Portugal, quien fue virrey del Perú entre 1585 y 1590, se detallan las gobernaciones de virreinato en ese tiempo:

Las Govemaciones que ay en el Reyno del Perú son las siguientes:
 La Governación del Reyno de Chile, la qual V. M. tiene proveída de presente en Don Alonso de Sotomayor (...) En la Governación de Tucumán tiene V. M. proveído á Juan Ramírez de Velasco (...) La Governación de Santa Cruz de la Sierra proveyó el Virrey Don Francisco de Toledo en Don Lorenzo Suárez de Figueroa (...) En la provincia de Chucuito estuvo proveído por V. M. todo el tiempo de my govierno, y desde antes, Don Gabriel de Montalvo (...) La Governación y jornada de Omaguaca con el distrito de ella tiene Joan Alvarez Maldonado, á quien la dio el Licenciado Lope García de Castro, y V. M se la confirmó y aviendo entrado dibersas bezes á poblar a salido desbaratado por los indios questán de guerra, por lo cual me pidió le diese el Corregimiento de los Chunches que era allí cerca (...) La Governación de Bilcabamba tenía Martín Hurtado de Arbieto, la qual le dio el Virrey Don Francisco de Toledo (...) La Governación de Yagualsongo, Tumaco y la Canela tuvo Joan de Salinas Loyola por su vida y de un subcesor; y muerto él y su hijo, V. M. hizo merced della al Capitán Joan de Alderete (...) La entrada en la Governación del Cabo de Pasaos estava antes á cargo de Andrés Contero, vezino de Quito (...) La población y conquista de la isla de Salomón tiene á cargo el Adelantado Albaro de Mendaña, y del calidad de aquella tierra mis antecesores an dado cuenta á V. M. (...) V. M. hizo merced de la Governación del Río de la Plata al Adelantado Joan Ortiz de Zárate por su vida y de un heredero (...)

La nueva Casa de Borbón, como parte de las llamadas reformas borbónicas, creó dos nuevos virreinatos dada la dificultad de administrar un área geográfica tan grande, dividiendo el territorio del virreinato del Perú en tres partes. Nacieron así el virreinato de Nueva Granada (1717-1723, 1739-1810) y el virreinato del Río de la Plata (1776-1811). 
La ciudad chilena de Valdivia, luego de ser refundada en 1645 pasó a depender directamente del virreinato del Perú hasta 1740, fecha en la retornó a su dependencia de la Capitanía General de Chile. En 1812 volvió a la jurisdicción del Perú hasta el 4 de febrero de 1820, fecha en que fue tomada por los independentistas chilenos. Entre el 1 de junio de 1798 y el 28 de octubre de 1802, Osorno estuvo bajo la jurisdicción directa del virrey del Perú. Luego pasó a depender de la intendencia de La Concepción de la Capitanía General de Chile. El rey Carlos III emitió una real orden el 20 de agosto de 1767 mediante la cual transfirió el gobierno de Chiloé a la jurisdicción directa del virrey del Perú con el fin de que pudiera facilitarse la construcción de defensas. El 28 de marzo de 1768 el virrey Manuel de Amat y Junyent separó provisoriamente a Chiloé de la jurisdicción del capitán general de Chile y de la Real Audiencia de Chile:

(...) separar, al ménos por ahora, i con dependencia de la aprobacion de S. M., la jurisdiccion temporal de aquella isla i sus adyacencias de la capitania jeneral de Chile i real audiencia de Santiago; i sujetarlas a éstas de donde con mas prontitud i facilidad se pueden ministrar auxilios militares i politicos por medio de la frecuente navegacion, como que de esta capital dimanan i han dimanado los recursos del situado i sinodo (...) Como virrei i capitan jeneral de los reinos del Perú i Chile, mando en nombre de S. M. que la espresada provincia, sus castillos, islas, plazas i fortalezas, por ahora i miéntras duraren las operaciones que se van a emprender para su fortificacion, mejor servicio del rei i beneficio de dichos naturales, queden sujetas a esta capitania jeneral i en lo politico a esta real audiencia, adonde podren interponer los recursos que permiten las leyes.

El rey aprobó la provisión del virrey mediante la real orden del 15 de octubre de 1768, permaneciendo Chiloé bajo jurisdicción del obispado de Concepción.
En 1770 el virrey Amat y Junyent envió una expedición a la isla de Pascua que tomó posesión de la isla el 15 de noviembre de 1770 en nombre de la Corona española y nombrándola isla San Carlos. Entre 1772 y 1775 el mismo virrey envió tres expediciones a la isla de Tahití, tomando posesión de la misma y estableciendo una misión franciscana que fue evacuada en 1775. La isla pasó a ser protectorado francés en agosto de 1842.
En la relación del virrey del Perú José Antonio Manso de Velasco a su sucesor con fecha 23 de agosto de 1761 señaló la composición que entonces tenía el virreinato del Perú.

Despues que el Rey estableció el Virreynato del Nuevo Reyno de Granada, y separó de este los distritos de Quito y Panamá, está reducida la jurisdiccion del Virrey del Perú á los que comprehenden las Audiencias de Lima, Charcas y Chile; y aunque el Presidente y Gobernador de esta última debe obedecer al Virrey, segun lo dispone la ley 3, tit. 1°, lib. 5 de las recopiladas de Indias, por la 30, tit., 3 lib. 3, se manda no impida ni embarace al Presidente, Gobernador y Capitan general de Chile, en el gobierno, guerra y materias de su cargo, si no fuese en casos graves y de mucha importancia, no obstante estarle subordinado; por lo que el Virrey solo ejercita sus facultades sin limitacion en las dos primeras Audiencias (...) Comprehenden las dos Audiencias de Lima y Charcas setenta y siete provincias, de las cuales cuatro están a cargo de Gobernadores, Capitanes generales, y son Buenos Ayres, Paraguay, Tucuman y Santa Cruz de la Sierra, que siendo fronteras de enemigos, tienen á su cuidado lo militar; y al presente se ha aumentado el Gobierno de Montevideo que se ha erigido con subordinacion al Gobierno de Buenos Ayres (...) las setenta y tres restantes se gobiernan por Corregidores, y aunque algunos se titulan Gobernadores, como son las de Chucuito, Castrovirreyna y Caylloma, solo se distinguen en el nombre, porque no exceden en la jurisdiccion a los Corregidores (...) El Gobierno de Huancavelica, que está unido al corregimiento de Angaraes (...)

Una real cédula del 25 de diciembre de 1773 ordenó agregar los corregimientos de: Suya y Chillaos y Lamas al de Chachapoyas; el de Pomabamba al de Tomina; el de Apolobamba al de Larecaja; el de Yamparáez a la Ciudad de La Plata, separándose ésta del de Potosí.
La real cédula del 15 de julio de 1802 formó el gobierno y la Comandancia General de Maynas con todos los territorios de la región amazónica, segregándolo del virreinato de Nueva Granada y de la Real Audiencia de Quito y agregándolo nuevamente al virreinato del Perú, al mismo tiempo que se creaba la diócesis de Maynas con igual extensión. 

he resuelto: se tenga por segregado del Virreynato de Santa Fé y de la Provincia de Quito, y agregado a ese Virreynato [Perú] el Gobierno y Comandancia General de Maynas [...] extendiéndose aquella Comandancia General, no sólo por el río Marañón abajo, hasta las fronteras de las colonias portuguesas, sino también, por todos los demás ríos que entran al mismo río Marañón por sus márgenes septentrional y meridional, como son: Morona, Huallaga y Pastaza, Ucayali, Napo, Yavarí, Putumayo, Yapurá y otros menores considerables, hasta el paraje en que estos ríos, por sus saltos y raudales inaccesibles, dejan de ser navegables. 

El 7 de julio de 1803 una real cédula reincorpora el gobierno de Guayaquil al virreinato del Perú separándola de la jurisdicción de Quito: Sobre defensa de la ciudad y puerto de Guayaquil (...) debe depender el Gobierno de Guayaquil del Virrey de Lima, y no del de Santa Fe, pues éste no puede darle como aquél en los casos necesarios los precisos auxilios (...). Otra real cédula del 10 de febrero de 1806, el El Rey ratifica que la agregación del gobierno de Guayaquil al Virreinato del Perú era absoluta y no solo en los asuntos militares:

En vista de lo que consultan Uds. en carta de 25 de marzo del año próximo anterior, sobre la provincia de Guayaquil, a consecuencia de la agregación al virreinato de Lima, debe depender de la parte mercantil de ese consulado o del de dicho Lima; se ha servido Su Majestad, declarar que la agregación es absoluta; y por consiguiente, que la parte mercantil debe depender del mencionado consulado de Lima y no de ése.

El 1 de octubre de 1803 el rey mediante real orden transfirió el puerto de Paposo a la jurisdicción del Perú, separándolo de la de Chile, aunque la historiografía tradicional chilena cuestiona que la orden haya sido cumplida por el virrey:

Enterado el Rey del abandono en que se halla el puerto de Nuestra Señora del Paposo y sus inmensas costas en el mar del Sur, así como de las proporciones que ofrece el territorio inmediato y el desierto de Atacama para cría de ganados, (...) Así mismo, ha resuelto S. M. que el expresado puerto, sus costas y territorio se agreguen al virreinato de Lima, así para el gobierno político, como para lo militar, por la mayor facilidad con que lo puede defender, y porque siendo digno de toda atención, es consiguiente que dependa de aquella capital, cuyo apostadero extiende su jurisdicción hacia el Sur á todos los puertos y costas hasta Chiloé; y teniendo S. M. presente que en esta empresa son tan interesadas las provincias del Río de la Plata y del Perú, como ese Reino de Chile, pues concurren las extremidades de los tres gobiernos en el territorio indefenso del Paposo, (...) San Lorenzo, octubre 1.° de 1803.

Sin embargo, en la Memoria que el virrey del Perú José Fernando de Abascal entregó a su sucesor Joaquín de la Pezuela en 1816 dice textualmente:

El Virreynato del Perú después de las últimas desmembraciones y nuevas agregaciones que se le han hecho tiene por límites al norte la provincia de Guayaquil; el desierto de Atacama al sur, comprendiendo en todo su territorio desde los 32 minutos al norte de la equinoccial hasta los 25° 10’ de latitud meridional.

El 13 de julio de 1810 el virrey Abascal creó mediante un decreto el Ejército del Alto Perú y proclamó la reincorporación provisional del territorio de la Real Audiencia de Charcas al virreinato del Perú. Aclarando el virrey en el decreto de anexión que lo hacía: hasta que se restablezca en su legítimo mando el Excmo. Señor Virey de Buenos-Ayres, y demás autoridades legalmente constituidas, pues solo la autoridad real podía desmembrar el territorio definitivamente del virreinato de Buenos Aires. Poco después, también reincorporó al virreinato la Capitanía General de Chile y el territorio de la Real Audiencia de Quito.
La Constitución de Cádiz de 1812 transformó a las tierras americanas en provincias del reino, por lo que se ordenó crear en el Perú la diputación provincial presidida por el virrey como jefe político superior, la cual se estableció al año siguiente. Un decreto posterior de 1812 creó diputaciones provinciales en Charcas, Quito y el Cuzco, mientras que la de Chile no pudo establecerse por el estado revolucionario en que se hallaba. En 1814 el rey Fernando VII abrogó la constitución de 1812 restaurando el virreinato y suprimiendo las diputaciones provinciales.
Entre 1819 y 1821 Jaén de Bracamoros estuvo incorporada a la Real Audiencia de Quito en el virreinato de Nueva Granada. Previamente lo había estado entre 1563 y 1567.

## Reales Audiencias

El Virreinato del Perú conformado por sus corregimientos directos y por las diversas gobernaciones autónomas, desde 1614 hasta 1717 y desde 1723 hasta 1739, y las jurisdicciones de sus entonces reales audiencias: virreinal, pretoriales y subordinadas:
1) - Real Audiencia de Panamá (subordinada)
2) - Real Audiencia de Bogotá (pretorial)
3) - Real Audiencia de Quito (subordinada)
4) - Real Audiencia de Lima (virreinal)
5) - Real Audiencia de Charcas (pretorial pero con menos jurisdicción cuando también funcionó la otra pretorial Real Audiencia de Buenos Aires desde 1663 hasta 1672 que incluía a toda la gobernación del Tucumán, la del Paraguay y la del Río de la Plata con la gobernación subordinada de las Islas Malvinas desde 1666, mientras funcionó)
6) - Real Audiencia de Santiago de Chile (pretorial con jurisdicción en toda la capitanía general, en el distrito de Cuyo hasta 1783 y en el gobierno de Chiloé excepto entre 1768 y 1788).

En el virreinato peruano se establecieron nueve extensas reales audiencias, que fueron los más altos tribunales de apelación dentro del mismo. Estas audiencias fueron las siguientes:
- Real Audiencia de Panamá (1538)
- Real Audiencia de Lima (1543)
- Real Audiencia de Santafé de Bogotá (1549)
- Real Audiencia de Charcas (1559)
- Real Audiencia de Quito (1563)
- Real Audiencia de Concepción (1565-1575)
- Real Audiencia de Santiago de Chile (1606)
- Real Audiencia de Buenos Aires (1661-1672; 1776)
- Real Audiencia del Cuzco (1787)

## Las tenencias de gobierno peruanas y los corregimientos
Los corregimientos fueron un tipo de divisiones administrativas y territoriales de la corona española. Los primeros establecidos en el Perú fueron los corregimientos de españoles en las ciudades, que inicialmente fueron 12: Cuzco (creado en 1548 por Pedro de la Gasca), Cajamarca, Saña, Cliclayo, Arica, Collaguas, Andes del Cuzco, Ica, Arequipa, Huamanga, Piura y Huancavelica. Luego su número aumento y en 1564 el gobernador, capitán general y presidente de la Real Audiencia de Lima (no era virrey) Lope García de Castro dispuso la supresión de los corregimientos de Lima, Huamanga, Huánuco, Chachapoyas, y San Miguel de Piura, pasando su autoridad a los alcaldes ordinarios de los cabildos. 
Lope García de Castro estableció jueces de naturales asignándoles a cada uno un grupo de repartimientos de indígenas en el distrito de su gobierno, la Real Audiencia de Lima, en fecha no precisada entre abril y mayo de 1565. El 27 de junio de 1565 promulgó ordenanzas para los corregidores de las ciudades, de 45 artículos. Estos jueces de naturales creados por García de Castro se implantaron gradualmente comenzando por los valles costeros alcanzando el número de 56. 
El virrey Francisco Álvarez de Toledo el 22 de diciembre de 1574 les dio a los jueces de naturales el título de corregidores y reorganizó sus territorios estableciéndolos más allá de la jurisdicción de la Audiencia de Lima. Quedaron establecidos así los corregimientos de indios (o de naturales). Fijó su número en 71, subdivididos en 614 repartimientos (encomiendas) y 712 doctrinas, todos los cuales eran sufragáneos de la ciudad de Lima y de 9 corregimientos de españoles:

Después, el Licenciado Lope García de Castro, governando este Reyno, nombró en algunos pueblos y repartimientos de indios Jueces de naturales, á los cuales señaló salario, y mandó que cobrasen dos reales de cada indio tributario de los que tuviese en juridición; y estos Jueces quedaron subjetos á los Corregidores délas ciudades, en cuanto á las apelaciones y execución de lo que se les mandava. Después, el Visorrey Don Francisco de Toledo les dio títulos de Corregidores, con jurisdición cebil y criminal, en cierta forma, como se verá por una Carta acordada que despacho, el traslado de la cual va con esta relación.
Antonio de Eraso, 13 de noviembre de 1581

### Listado de corregimientos en el siglo XVI
Listado de acuerdo a la Relación de los Corregimientos y otros officios que se proveen en los reynos é provincias del Perú, en el distrito y gobernación del Vissorrey dellos, realizada con fecha 6 de febrero de 1583 por Martín Enríquez de Almansa y Ulloa, sexto virrey del Perú. Se agregan los cambios ocurridos durante el siglo XVI y otros nombres con que se los conoció.
Distrito de la Real Audiencia de Lima:
- Corregimiento de la Ciudad de Lima o de los Reyes, bajo su jurisdicción estaban:
  - Huarochirí
  - Huaylas
  - Villa de Ica
  - Jauja
  - Villa de Arnedo (luego llamado Chancay)
  - Cajatambo (o Ámbar y Cajatambo)
  - Canta
  - Yauyos
  - Cañete (creado en 1576 con partes de Ica y de Lima)
  - Cercado de Lima (creado en 1591 con partes de Lima y de Cañete)

- Corregimiento de Arequipa, bajo su jurisdicción estaban: 
  - Arica
  - Camaná
  - Characato y Vitor
  - Collaguas (luego llamado Collaguas o Collaguas)
  - Condesuyos de Arequipa
  - Carumas y Ubinas (luego llamado Moquegua o Colesuyo)

- Corregimiento de Chachapoyas, bajo su jurisdicción estaban: 
  - [Provincia de Pataz|Cajamarquilla]] (luego llamado Pataz)
  - Los Pacllas
  - Luya y Chillaos

- Corregimiento de Huamanga, bajo su jurisdicción estaban: 
  - Angaraes y Chocorbos (luego llamado Castrovirreyna)
  - Azángaro (luego llamado Huanta)
  - Lucanas, Soros y Andamarcas
  - Hananchilques (luego llamado Vilcas Huamán)
  -  Huancavelica (creado en 1581 con parte de Huamanga, pero suprimido en 1585)
  - Castrovirreyna (creado en 1591)

- Corregimiento de Huánuco, bajo su jurisdicción estaban:
  - Conchucos
  - Huamalíes
  - Tarma y Chinchaycocha (o Jarama y Chinchaycocha)

- Corregimiento de Trujillo, bajo su jurisdicción estaban: 
  - Cajamarca
  - Chicama y Chimo (Chiclayo)
  - Piura y Paita
  - Villa de Santa
  - Villa de Saña

- Corregimiento del Cuzco, bajo su jurisdicción estaban:
  - Abancay
  - Andahuaylas
  - Los Andes (luego llamado Paucartambo)
  - Aymaraes
  - Collasuyo del Collao (también llamado Azángaro y Asillo)
  - Urcosuyo en el Collao (luego llamado Cabana y Cabanilla, y luego Lampa)
  - Yucay (luego llamado Calca y Lares o Urubamba)
  - Canas y Canchis (originalmente eran dos corregimientos distintos, fueron reunidos a fines del siglo XVI o principios del XVII y luego llamado Tinta)
  - Carabaya
  - Chilques y Masques (luego llamado Paruro)
  - Condesuyo y Chumbivilcas
  - Cotabambas (luego llamado Omasayos)
  - Parinacochas
  - Andahuaylillas (creado a fines del siglo XVI o principios del XVII y luego llamado Quispicanchi)
  - Gobernación de Vilcabamba

Distrito de la Real Audiencia de Charcas
- Corregimiento de La Paz, bajo su jurisdicción estaban: 
  - Chucuito (en 1578 pasó a ser una gobernación)
  - Yungas y Larecaja |
  - Llacja de Omasuyos
  - Pacajes
  - Paucarcolla (luego llamado Puno)
  - Caracollo

- Corregimiento de La Plata y de la Villa Imperial de Potosí, bajo su jurisdicción estaban: 
  - Atacama, Lípez y Condes
  - Carangas
  - Chayanta
  - Cochabamba
  - Mizque y Pocona
  - Paria
  - Porco
  - Tarija
  - Tomina
  - Yamparáez

Distrito de la Real Audiencia de Quito
- Corregimiento de Quito, bajo su jurisdicción estaban:
  - Otavalo
  -  Riobamba
  - Chimbo
  - Latacunga
  - Gobierno de Los Quijos
  -  Guayaquil y Puerto Viejo
  -  Loja y Zamora
  - Cuenca
  -  Gobierno de Jaén de Bracamoros
  -  Gobernación de Yaguarsongo

Algunos corregimientos tenían tenencias de gobierno, tales como las de Caráquez, Puerto Viejo e Isla Puná.
Los corregimientos fueron gobernados por un alto funcionario nombrado por el Consejo de Indias, denominado corregidor, aunque los corregidores de indios en general eran nombrados por el virrey. Los corregimientos tenían facultades políticas (conservaban el orden y la buena marcha del corregimiento), administrativas (cobraban el tributo de los habitantes que vivían en la jurisdicción) y judiciales (hacían cumplir las leyes y resolvían los pleitos surgidos entre los indígenas).
Entre sus múltiples obligaciones se encontraba el recorrido por las provincias de su corregimiento, pero sin detenerse en cada una de ellas más de 15 días; la vigilancia de la recaudación de tributos, la conservación y reparación de caminos y tambos ubicados a lo largo de los principales caminos dentro de su corregimiento, etc. Sin embargo, en la realidad los corregidores adoptaron una conducta muy diferente a la de corregir muchos abusos, llegando a ser, por el contrario, los funcionarios más crueles y explotadores del habitante andino, sobrepasando a los anteriores encomenderos (cobranzas de tributos excesivos, trabajo forzado en las mitas, paga de reducidísimo salario, etc.). Justamente, fue la conducta cada día más arbitraria y prepotente de estos malos funcionarios, una de las causas de la revolución de Túpac Amaru II (José Gabriel Condorcanqui) de 1780. 
Los corregidores de españoles de los cuales eran sufragáneos los corregidores de indios, ejercían la vigilancia sobre éstos y actuaban en grado de apelación de sus sentencias.
En 1588 el rey determinó que los corregidores sean nombrados por el virrey, reservándose el nombramiento de los de: Arequipa, Cuzco, Chucuito, Huamanga, Huancavelica, La Paz y Trujillo, los cuales serían propuestos en terna por el virrey. Una real cédula de 1678 reservó a la Corona el nombramiento de los corregidores. Eran de provisión real, es decir, que sus corregidores eran nombrados directamente por el rey, los corregimientos de: Cuzco, Arequipa, Piura-Paita, Los Andes, Arica, Saña, Cajamarca (desde 1642), Huancavelica (hasta 1604), Huamanga, Trujillo, Ica (desde 1604), Collaguas, Castrovirreyna (desde 1623), Charcas-Potosí, Loja, Carabaya, Cuenca, Tarma, La Paz, Quito, Paucarcollo, Huaylas, Cochabamba, Jaén de Bracamoros, Chachapoyas, Quixos y Porco.

### Evoluciones a partir del siglo XVII
Posteriormente ocurrieron modificaciones en la lista de los corregimientos:
- En 1601 la gobernación de Huancavelica fue separada definitivamente del corregimiento de Huamanga
- En 1611 Los Pacllas fue anexado a Chachapoyas
- En 1612 San Felipe de Austria de Oruro fue separado de Paria
- En 1612 Angaraes y Chocorbos fue repartido entre Huancavelica y Castrovirreyna respectivamente, subsistiendo Angaraes como corregimiento a cargo del gobernador de Huancavelica
- En 1614 el Señorío de Santiago de Oropesa fue separado de Yucay
- En 1623 la gobernación de Yaguarsongo fue repartida entre Loja y Zamora, y Jaén de Bracamoros
- Desde 1631 Collaguas pasó a tener un gobernador
- En 1635 Chicamo o Cliclayo fue anexado a Saña
- En 1636 Characato y Vítor fue anexado a Arequipa
- Atacama y Lípez fueron separados
- En 1684 Vilcabamba fue anexado a Calca y Lares
- En 1759 Huamachuco fue separado de Cajamarca
- En 1765 Chiloé pasó desde la jurisdicción de Chile de manera provisional
- En 1768 Tarapacá se separó de Arica
- Una real cédula del 15 de septiembre de 1772 dispuso que las Misiones de Chiquitos y las de Moxos quedasen a cargo de corregidores
- En 1773 Luya, Chillaos y Lamas fue anexado a Chachapoyas por real cédula de 25 de diciembre de 1773
- Con las misiones de Apolobamba se creó un corregimiento que por real cédula de 25 de diciembre de 1773 fue anexado a Larecaja
- El de Pomabamba fue separado de Tomina y reanexado por real cédula de 25 de diciembre de 1773
- En 1773 la ciudad de La Plata fue separada de Potosí y unida a Yamparáez por real cédula de 25 de diciembre de 1773
- Pilaya y Paspaya fue separado de Tarija y Chichas
- Dentro de la gobernación del Tucumán existió desde 1596 a 1624 el corregimiento del Valle de Omaguaca (o de Humahuaca, Casabindo y Cochinoca)

### Corregimientos hacia 1619
En 1619 el sacerdote Gerónimo Pallas escribió Misión a las Indias. De Roma a Lima: la "Misión a las Indias", 1619 (razón y visión de una peregrinación sin retorno) en el cual realizó un listado de los 78 corregimientos del Perú entonces existentes:

La ciudad de Quito, Cabeça de Obispado y asiento de una Chançillería, es cabeçera de otros nueve corregimientos, Riobomba, Otavallo, Chymbo y la Tacumga, Payta, Guayaquil, y Aguarsongo, Xaen, Cuenca, Loja y Zamora.
La ciudad de Chachapoyas es cabeçera de otros tres corregimientos, Caxamarquilla, Luya y Chillas y Cheliquen.
La ciudad de Truxillo de otros quatro, Caxamalca, la Villa de Saña, la Villa de Santa, y el Valle de Chicama.
La ciudad de Guánuco de otros tres: Tarama y Chinchacocha, Conchucos, y Guamalíes.
La ciudad de los Reyes, que es la Corte y asiento de los virreyes del Perú, se govierna por alcaldes ordinarios añales, pero el barrio que tiene de Yndios, que llaman El Cercado, con algunos pueblos a contorno, tiene su corregidor de los naturales, y sin éste es cabeçera de otros nueve corregimientos, Guarachirí, Xauja, Ica, Cañete, Guaylas, Yauyos, Caxatambo, Canta, y Chancay.
La ciudad de Guamanga tiene otros quatro, Lucanas, Chocorbos, Sangaro y Vilcas.
La Ymperial ciudad del Cusco es cabeçera de otros quinze corregimientos que son: Andaguaylas, Abancay, los Andes, Asillo y Sangaro, Cañas, y Canches, Quispicanche, Chilques, y Masques, Yucay, Chumbilbilcas, Aymaraes, Vilcabamba, Cotabambas, Omasuyos, Cavana y Cavanilla, Parinacocha, Caravaya.
La ciudad de Arequipa de otros seys: Callaguas, Condesuyo, Ubinas, Camaná, Arica, Vitor.
La ciudad de la Paz de otros seys corregimientos, Caracoleo, Larecaxa, Pauparcolla, Pacaxes, Omasuyo, y la governación de Chucuyto.
La ciudad de la Plata o las Charcas, donde también reside otra Chançillería y silla Arçobispal, es cabeçera de otros onze corregimientos y son: Paria, Carangas, Cochabamba, Porco, Amparaes, Misque y Pocona, Tomina, Chinchas, y Tarixa, Chayanta, Atacama, y los Lypes.
Comprenhéndese aquellos setenta y ocho corregimientos a la jurisdicción de tres Chançillerías, que la primera y la última están en Quito y las Charcas, como ya se dixo, y la otra en Lima, y esto de las governaciones temporales del Pirú.

### Tenencias de gobierno con sus corregimientos desde 1777
Por real cédula de 1776 y con la creación definitiva del Virreinato del Río de la Plata en 1777, cinco tenencias de gobierno de las ciudades de Lima, Trujillo, Arequipa, Huamanga y Cuzco, se repartían la jurisdicción de los 48 corregimientos:
- Tenencia de gobierno de Lima[14] con los corregimientos de Cercado de Lima, Chancay, Ica, Cañete, Tarma, Huanuco, Huaylas, Conchucos, Cajatambo, Huamalíes, Jauja, Huarochiri, Canta, Yauyos y Santa.[14]
- Tenencia de gobierno de Trujillo[14] con los corregimientos de Trujillo, Cajamarca, Cajamarquilla o Pataz, Chachapoyas, Luya y Chillaos, Saña o Lambayeque y Piura.[14]
- Tenencia de gobierno de Arequipa[14] con los corregimientos de Arequipa, Condesuyos, Caylloma, Camaná, Moquegua y Anca.[14]
- Tenencia de gobierno de Huamanga[14] con los corregimientos de Huamanga, Huancavelica, Angaraes, Castrovirreyna, Lucanas, Vilcashuaman, Huanta y Parinacochas.[14]
- Tenencia de gobierno del Cuzco[14] con los corregimientos de Cuzco, Quispicanchis, Canas y Canchis o Tinta, Abancay, Chumbivilcas, Calca y Lares, Andahuaylas, Cotobambas, Aymaraes, Chilques y Masques o Paruro, Paucartambo y Urubamba (los de Lampa, Azángaro y Carabaya pasaban en la jurisdicción del virreinato del Río de la Plata y de su pretorial Real Audiencia de Charcas).[14]

### Corregimientos hacia 1784
Al tiempo de la creación de las intendencias en 1784, ya reducido el territorio del virreinato con la creación de los virreinatos de Nueva Granada y del Río de la Plata, la jurisdicción de la Audiencia de Lima abarcaba los corregimientos siguientes:
- Ciudad de Lima, bajo su jurisdicción estaban los corregimientos de: gobierno de Huarochirí (creado en 1783), Huaylas, Ica, Jauja, Chancay, Cajatambo, Canta, Yauyos, Cercado, Cañete, Conchucos, Huamalíes, Tarma, Santa, Huánuco. Existía además el gobierno del Callao con un gobernador nombrado por el rey.

- Corregimiento de Trujillo, bajo su jurisdicción estaban los corregimientos de: Cajamarca, Piura, Saña o Lambayeque, Chachapoyas, Cajamarquilla o Pataz, Huamachuco.

- Corregimiento de Arequipa, bajo su jurisdicción estaban los corregimientos de: Arica, Camaná, Collaguas o Cailloma, Condesuyos de Arequipa, Moquegua, Tarapacá, Chiloé.

- Corregimiento de Huamanga, bajo su jurisdicción estaban los corregimientos de: Angaraes (a cargo de un teniente del gobernador de Huancavelica), Huanta, Castrovirreyna, Lucanas, Vilcas Huamán o Cangallo, Gobierno de Huancavelica, Andahuaylas, Parinacochas.

- Corregimiento del Cuzco, bajo su jurisdicción estaban los corregimientos de: Abancay, Paucartambo, Aymaraes, Calca y Lares, Canas y Canchis o Tinta, Chilques y Masques o Paruro, Chumbivilcas, Cotabamba, Quispicanchis, Vilcabamba, Urubamba o Marquesado de Oropesa.

## Las intendencias
Los corregimientos fueron suprimidos en 1784 por Carlos III, como consecuencia de la rebelión de Túpac Amaru II y reemplazados por las intendencias.
Como parte de las reformas borbónicas se crean las intendencias de: Arequipa, Cuzco, Huamanga, Huancavelica, Lima, Tarma, Trujillo en el Perú y Chiloé al sur de Chile que fue convertida en Gobierno de Chiloé en 1789. En 1796 le fue agregada la Puno, separada del virreinato del Río de la Plata. También existían los gobiernos militares de Huarochiri y del Callao y la Comandancia General de Maynas. 
Las siete intendencias originales del virreinato peruano se dividieron en 55 partidos, los cuales comprendían 483 doctrinas o parroquias y 977 anexos. La distribución por intendencia era la siguiente: Lima 9 partidos, Trujillo 7, Arequipa 8, Tarma 9, Huancavelica 4, Huamanga 7 y Cuzco 11.

### Organización territorial del virreinato del Perú desde 1785

Virreinato del Perú en 1810. La Capitanía General de Chile se independiza de Perú en 1798.
En 1802 se le agrega Maynas y Quijos.
En 1803 se le agrega Guayaquil y el territorio del Paposo.

Los subdelegados partidarios asumieron en 1785, los partidos en ese año y los posteriormente creados eran los siguientes:
- Intendencia de Lima, estaba subdividida en los partidos o subdelegaciones de: Cercado de Lima, Ica, Cañete, Chancay, Santa, Canta, Yauyos.

- Gobierno de Huarochirí, dependiente de la intendencia de Lima en el ramo de hacienda.

- Gobierno del Callao, dependiente de la intendencia de Lima en el ramo de hacienda.

- Gobierno de Chiloé (fue intendencia desde 1784 hasta 1789).

- Gobierno de Guayaquil (desde 1803, segregado del virreinato de Nueva Granada).

- Gobierno de Osorno (segregado de la Capitanía General de Chile entre el 1 de junio de 1798 y el 28 de octubre de 1802).

- Intendencia del Cuzco, estaba subdividida en los partidos o subdelegaciones de: Cercado del Cuzco, Abancay, Aymaraes, Calca y Lares (desde 1818 llamado Calca), Cotabambas, Chumbivilcas, Paucartambo, Quispicanchis, Tinta, Urubamba y Vilcabamba, Chilques y Masques (desde 1819 llamado Paruro).

- Intendencia de Arequipa, estaba subdividida en los partidos o subdelegaciones de: Cercado de Arequipa, Arica, Moquegua, Camaná, Collaguas o Caylloma, Condesuyos de Arequipa, Tarapacá, Iquique-Pisagua (separado de Tarapacá).

- Intendencia de Huamanga, estaba subdividida en los partidos o subdelegaciones de: Cercado de Huamanga, Huanta, Andahuaylas, Lucanas, Parinacochas, Anco, Vilcas Huamán o Cangallo.

- Intendencia de Huancavelica, estaba subdividida en los partidos o subdelegaciones de: Cercado de Huancavelica, Castrovirreyna, Angaraes, Tayacaja.

- Intendencia de Trujillo, estaba subdividida en los partidos o subdelegaciones de: Cercado de Trujillo, Piura, Cajamarca, Chachapoyas, Saña o Lambayeque, Jaén de Bracamoros, Cajamarquilla o Pataz, Huamachuco, Huambos o Chota (creado en 1787).

- Intendencia de Tarma, estaba subdividida en los partidos o subdelegaciones de: Tarma, Huánuco, Huaylas, Jauja, Cajatambo, Conchucos, Huamalíes, Panataguas (creado en 1793), Chavín de Pariaca (creado posiblemente en 1809).

- Intendencia de Puno (incorporada al virreinato en 1796), estaba subdividida en los partidos o subdelegaciones de: Huancané, Chucuito, Lampa, Azángaro, Carabaya.

- Comandancia General de Maynas (desde 1802, segregada del virreinato de Nueva Granada, incorporó parte del partido de Chachapoyas de la intendencia de Trujillo).

- Gobierno de Quijos, dependiente de la Comandancia General de Maynas.

En 1798 el rey ordenó que la Capitanía General de Chile fuera independiente del virreinato del Perú.

## Las diputaciones provinciales
La Constitución de Cádiz, sancionada en marzo de 1812, transformó el virreinato en una provincia gobernada por un jefe político superior, mencionando que el territorio español era: En la América meridional, la Nueva Granada, Venezuela, el Perú, Chile, provincias del Río de la Plata, y todas las islas adyacentes en el mar Pacífico y en el Atlántico. En el artículo 11 señalaba que: Se hará una división más conveniente del territorio español por una ley constitucional, luego que las circunstancias políticas de la Nación lo permitan.
Otros artículos establecían:

Art. 324. El gobierno político de las provincias residirá en el jefe superior, nombrado por el Rey en cada una de ellas.

Art. 325. En cada provincia habrá una diputación llamada provincial, para promover su prosperidad, presidida por el jefe superior.

Art. 326. Se compondrá esta diputación del presidente, del intendente y de siete individuos elegidos en la forma que se dirá, sin perjuicio de que las Cortes en lo sucesivo varíen este número como lo crean conveniente, o lo exijan las circunstancias, hecha que sea la nueva división de provincias de que trata el artículo 11.

El 23 de mayo de 1812 las Cortes sancionaron Instrucción conforme á la cual deberán celebrarse en las provincias de ultramar las elecciones de diputados de Cortes para las ordinarias del próximo año, que en su primer artículo expresaba:

Artículo 1.º Se formará una Junta preparatoria para facilitar la elección de los Diputados de Cortes para las ordinarias del año próximo de 1813 en las capitales siguientes: (...) Santa Fe de Bogotá, capital de la Nueva Granada; Caracas, capital de Venezuela; Lima, capital del Perú; Santiago, capital de Chile; Buenos Aires, capital de las provincias del Río de la Plata, (...)

Otro decreto expresaba:

Artículo 1.º Mientras no llegue el caso de hacerse la conveniente división del territorio español, de que trata el artículo 11, habrá Diputaciones provinciales en (...) Y en Ultramar las habrá en cada una de las provincias que expresamente se nombran en el artículo 10 de la Constitución, y además por ahora en (...) y en la América Meridional, en el Perú la de Cuzco, en Buenos-Ayres la de Charcas, y en Nueva-Granada la de Quito (...)

La constitución fue promulgada y jurada en el Perú a principios de octubre de 1812 por el virrey Abascal. Mediante un decreto del 1 de mayo de 1813 fue creada la Provincia del Cuzco, con su diputación provincial y jefe político superior, separando de la de Lima las intendencias del Cuzco y de Puno. Fue constituida a fines de septiembre de 1813, pero el 3 de agosto de 1814 tuvo lugar la Rebelión del Cuzco, finalizando sus sesiones. En el territorio de la Real Audiencia de Lima Abascal pasó a ser jefe político superior compartiendo su poder desde abril de 1813 con una diputación provincial presidida por él y formada por un diputado de cada una de las siete provincias.

En Ultramar habrá una diputación provincial por cada división nombrada en el artículo 10. Además habrá una en Cuzco del Perú; una en Charcas, de la provincia de Buenos Aires; una en Quito, del Nuevo Reino de Granada; una en San Luis Potosí en la Nueva España, y una en León de Nicaragua, en la provincia de Guatemala.

El 4 de mayo de 1814 el rey Fernando VII declaró nula la Constitución de Cádiz y se restableció el virreinato del Perú, disolviendo las diputaciones provinciales. La de Lima funcionó entre abril de 1813 y octubre de 1814. En Charcas, que estaba bajo control de Abascal, se reunió la junta preparatoria, pero no llegó a constituirse la diputación provincial.

## Organización eclesiástica
Hasta el 12 de febrero de 1546, las diócesis de Panamá (erigida en 1513 como Santa María la Antigua del Darién, trasladada a Panamá en 1520), Quito (erigida en 1546), Cuzco, León en Nicaragua y Lima eran sufragáneas de la arquidiócesis de Sevilla. A partir de esa fecha pasaron a serlo de la arquidiócesis de Lima (creada ese día).
En 1564 fue creada la arquidiócesis de Santa Fe de Bogotá (erigida como obispado en 1562), por lo que pasó a ser una de sus sufragáneas la diócesis de Popayán (erigida en 1546), hasta entonces sufragánea de Lima.
En 1609 fue erigida la arquidiócesis de Charcas (erigida como obispado en 1552) por lo que pasaron a ser sus sufragáneas las diócesis de La Paz (erigida en 1605), Santa Cruz de la Sierra (erigida en 1605), Tucumán (erigida en 1570) y Río de la Plata (erigida en 1547), hasta entonces sufragáneas de Lima.
En 1647 pasó a ser sufragánea de la arquidiócesis de México la diócesis de León en Nicaragua (o Nicaragua y Costa Rica), erigida el 26 de febrero de 1531.
Quedaron como sufragáneas de la arquidiócesis de Lima (erigida en 1541 como obispado) las diócesis de:
- Diócesis del Cuzco (erigida en 1536)
- Diócesis de Arequipa (erigida en 1577)
- Diócesis de Trujillo (erigida en 1577)
- Diócesis de Ayacucho/ Huamanga (erigida en 1609)
- Diócesis de Maynas (erigida en 1803)

En el virreinato de Nueva Granada fueron sufragáneas las diócesis de:
- Diócesis de Panamá
- Diócesis de Quito
- Diócesis de Cuenca (erigida en 1786)

En la Capitanía General de Chile fueron sufragáneas las diócesis de:
- Diócesis de Santiago de Chile (erigida en 1561)
- Diócesis de Concepción (erigida como diócesis de Imperial en 1564, trasladada a Concepción en 1603).[22]